# شرطة السير (اليمن)
الإدارة العامة للمرور (شرطة السير سابقاً) هي إدارة تابعة لوزارة الداخلية اليمنية تكمن مهمتها في تنظيم وتسيير الحركة المرورية وتقديم الخدمات للمواطنين وتعزيز السلامة المرورية في اليمن